# Préfecture de Durrës
La préfecture de Durrës (en albanais : Qarku i Durrësit) est une préfecture d'Albanie. Sa capitale est Durrës.
Elle borde les préfectures de Lezhë au nord, Dibër à l'est et Tirana au sud.

## Héraldique
La préfecture est blasonnée de la sorte : d'un écu en cercle d'argent, coupé de sable et d'azur en externe, centré de gueules de serpents à dextre et senestre et chevronné d'argent, effet tribale d'azur, aigle bicéphale de sable coiffé d'un chevron orangé et gravé QARKU à dextre et DURRËSIT à senestre.

## Districts
Il n'y a plus de districts en Albanie depuis une réforme administrative en 2015.